# Botou (Botou)
Pour les articles homonymes, voir Botou.
Cet article concerne le village chef-lieu. Pour le département et la commune rurale, voir Botou (département).
Botou est un village du département et la commune rurale de Botou, dont il est le chef-lieu, situé dans la province de la Tapoa et la région de l’Est au Burkina Faso.

## Géographie

### Situation et environnement
Botou se trouve à 7 km à l'ouest de la frontière entre le Burkina Faso et le Niger.

### Démographie
- En 2006, le village comptait 5 170 habitants recensés[1].

## Santé et éducation
Botou accueille un centre de santé et de promotion sociale (CSPS).